# Candelariella xanthostigmoides
Candelariella xanthostigmoides är en lavart som först beskrevs av Johannes Müller Argoviensis, och fick sitt nu gällande namn av R. W. Rogers. Candelariella xanthostigmoides ingår i släktet Candelariella och familjen Candelariaceae.   Inga underarter finns listade i Catalogue of Life.